# Brünhilde

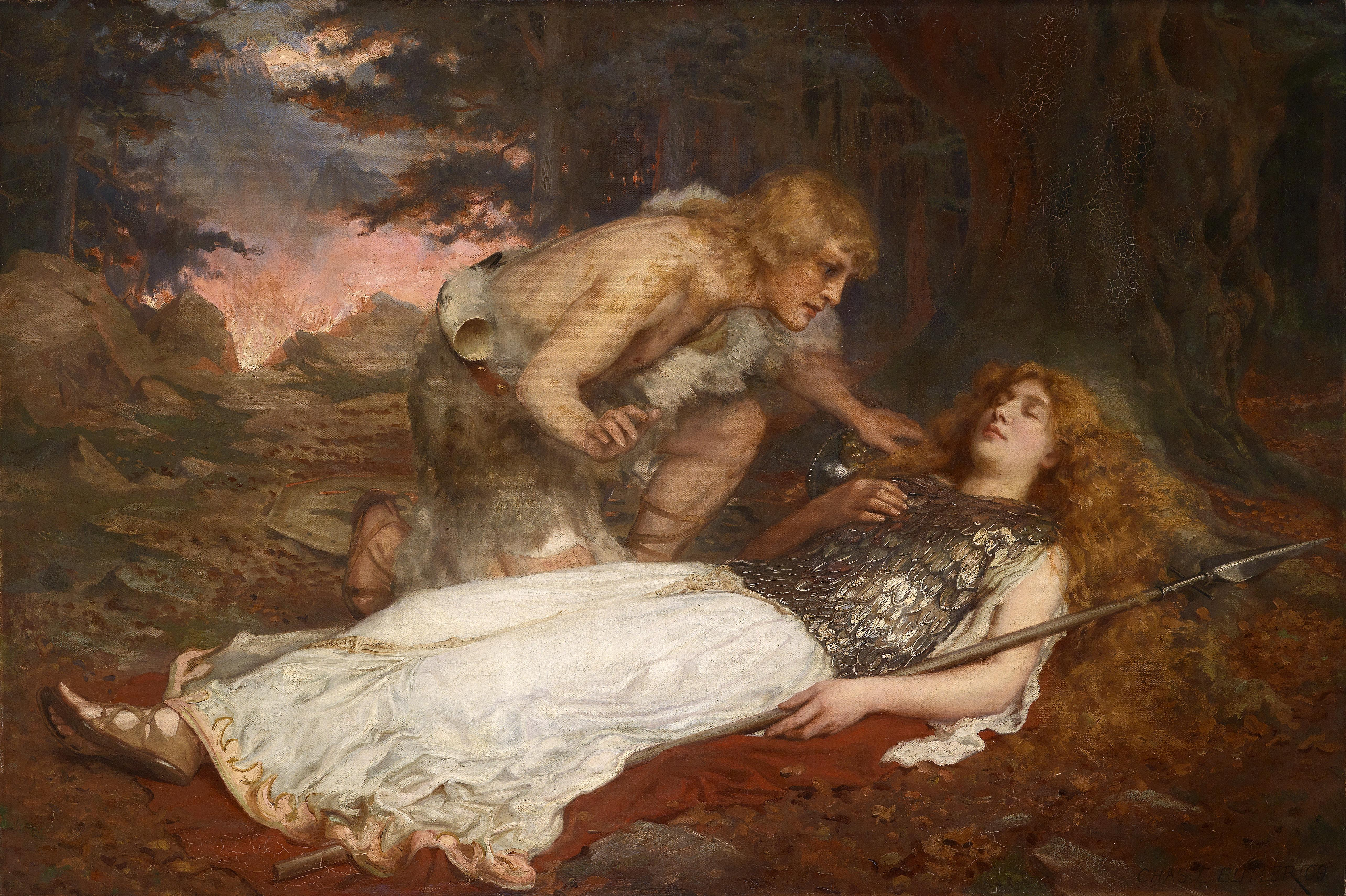
Siegfried och Brünhilde. Målning av Charles Ernest Butler från 1909.

Brünhilde, även Brynhilde, dramatisk sopran, är hjältinnerollen i Richard Wagners musikdramatiska verk Nibelungens ring. Brünhilde framträder i de tre operorna Valkyrian, Siegfried och Ragnarök. Brünhilde är halvgudinna och en av nio valkyrior som förekommer i Nibelungens ring. Hennes mor är Erda, urmodern, som fadern Wotan i och med sin otrohet gentemot hustrun Fricka, avlat sina nio döttrar med. Brünhilde är Wotans favoritvalkyria, vilket förklarar de kval han lider gentemot henne i andra akten av operan Valkyrian. Titeln anspelar här på just Brünhilde.
Rollen som Brünhilde i den först- och sistnämnda operan räknas som två av operalitteraturens mest svårbemästrade partier. Rollen i sig är mycket lång, tessituran pendlar mellan i flera scener snarare alt-lägen till en rad dramatiska utbrott som kräver sopranens säkerhet på de högsta tonerna (upp till höga c, c3). Rollen som Brünhilde i Siegfrid är däremot kort eftersom hon inte blir väckt av Siegfried förrän en halvtimma innan operans slut. Här är rollen också helt skriven för en sopran med två höga c:n i slutet av den extatiska finalen. Kirsten Flagstad, Birgit Nilsson, Gwyneth Jones, Gabriele Schnaut, Iréne Theorin och Katarina Dalayman är operasångerskor som särskilt förknippas med en roll som Brünhilde. Hennes entré med valkyrieropet Hojotoho i andra akten av Valkyrian är en stötesten som många dramatiska sopraner fruktar.